# Königslutter am Elm
Königslutter am Elm ou Koenigslutter est une ville de Basse-Saxe, en Allemagne. Située dans l'arrondissement de Helmstedt. Elle est connue surtout pour son centre historique avec la cathédrale impériale fondée par l'empereur Lothaire de Supplinbourg en 1135.

## Géographie
La ville est située dans la région de collines au nord du massif du Harz, à 23 km à l'est de Brunswick et à 15 km à l'ouest du chef-lieu de Helmstedt.
Le vaste territoire communal est le résultat de la fusion en 1974 de dix-huit municipalités : Beienrode, Boimstorf, Bornum am Elm, Glentorf, Groß Steinum, Klein Steimke, Königslutter, Lauingen, Lelm, Ochsendorf, Rhode, Rieseberg, Rotenkamp, Rottorf, Scheppau, Schickelsheim, Sunstedt, et Uhry.
L'autoroute allemande 2 passe au nord de la ville.

## Histoire
| Appartenances historiques Principauté de Brunswick-Wolfenbüttel 1318-1807 Royaume de Westphalie 1807-1813 Duché de Brunswick 1815-1918 République de Weimar 1918-1933 Reich allemand 1933-1945 Allemagne occupée 1945-1949 Allemagne 1949-présent |

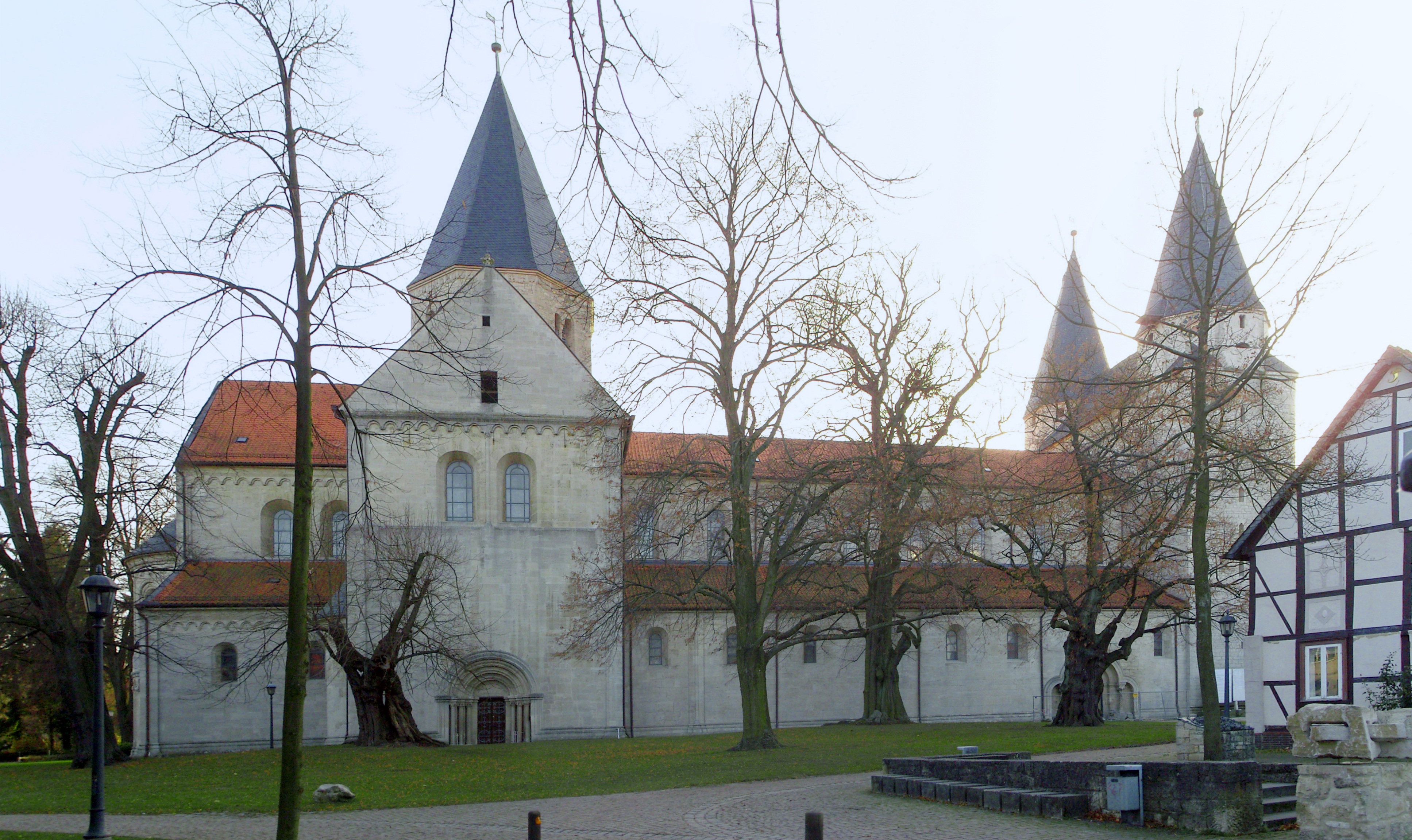
La cathédrale impériale.

Le village de Lûtere dans le duché de Saxe, nommé d'après un ruisseau qui passait à proximité, est mentionné pour la première fois en 1135. À cette date, l'empereur Lothaire III y fonda une abbaye bénédictine, dans l'église Pierre-et-Paul dans laquelle il se fit enterrer, suivi de son épouse Richenza de Nordheim et son gendre le duc Henri le Superbe. Au Moyen Âge tardif, le monastère avec son église à plan basilical est devenu un lieu de pèlerinage, surtout au jour de la fête des saints Pierre et Paul le 29 juin.
Non loin de l'abbaye, un château fort d'eau (Wasserburg) est construit vers l'an 1200, autour duquel une colonie a été fondée. Le bourg, nommé Konnigesluttere (de König, « roi ») reçut des ducs de Brunswick-Lunebourg une charte municipale vers 1400. Favorablement située sur la route commerciale entre Brunswick et Magdebourg (l'actuelle Bundesstraße 1), la ville vit principalement d'extraction de pierres calcaires dans la région, des pèlerinages, et aussi de brassage de bières blanches (Weizenbier).

## Personnalités
- Richenza de Nordheim (1088-1141), duchesse de Saxe, reine de Germanie, impératrice du Saint-Empire romain germanique ;

- Johann Fabricius (1644-1729), théologien mort à Königslutter ;
- Lorenz Heister (1683-1758), anatomiste, botaniste et chirurgien, mort au village de Bornum am Elm ;
- Samuel Hahnemann (1755–1843), médecin, a vécu à Königslutter de 1796 à 1799 ;
- Johann Ludwig von Westphalen (1770-1842), mentor et beau-père de Karl Marx, né au village de Bornum am Elm ;
- Gustav Wendling (1862-1932), peintre mort à Königslutter ;
- Otto Buchheister (1893-1966), homme politique né et mort au village de Bornum am Elm ;
- Werner Schrader (1895–1944), officier, membre du complot du 20 juillet 1944, né au village de Rottorf ;
- Thilo Maatsch (1900–1983), peintre et artiste, mort à Königslutter ;
- Gordon Banks (1937-2019), footballeur international anglais, était stationné au hameau de Langeleben pendant sa période de service à la fin des années 1950.

## Jumelages
Königslutter est jumelée avec :
- Gommern (Allemagne) depuis le 29 juin 1990
- Taunton (Royaume-Uni) depuis le 4 septembre 1992
- Opalenica (Pologne) depuis le 3 octobre 1998